# Bahneinheit

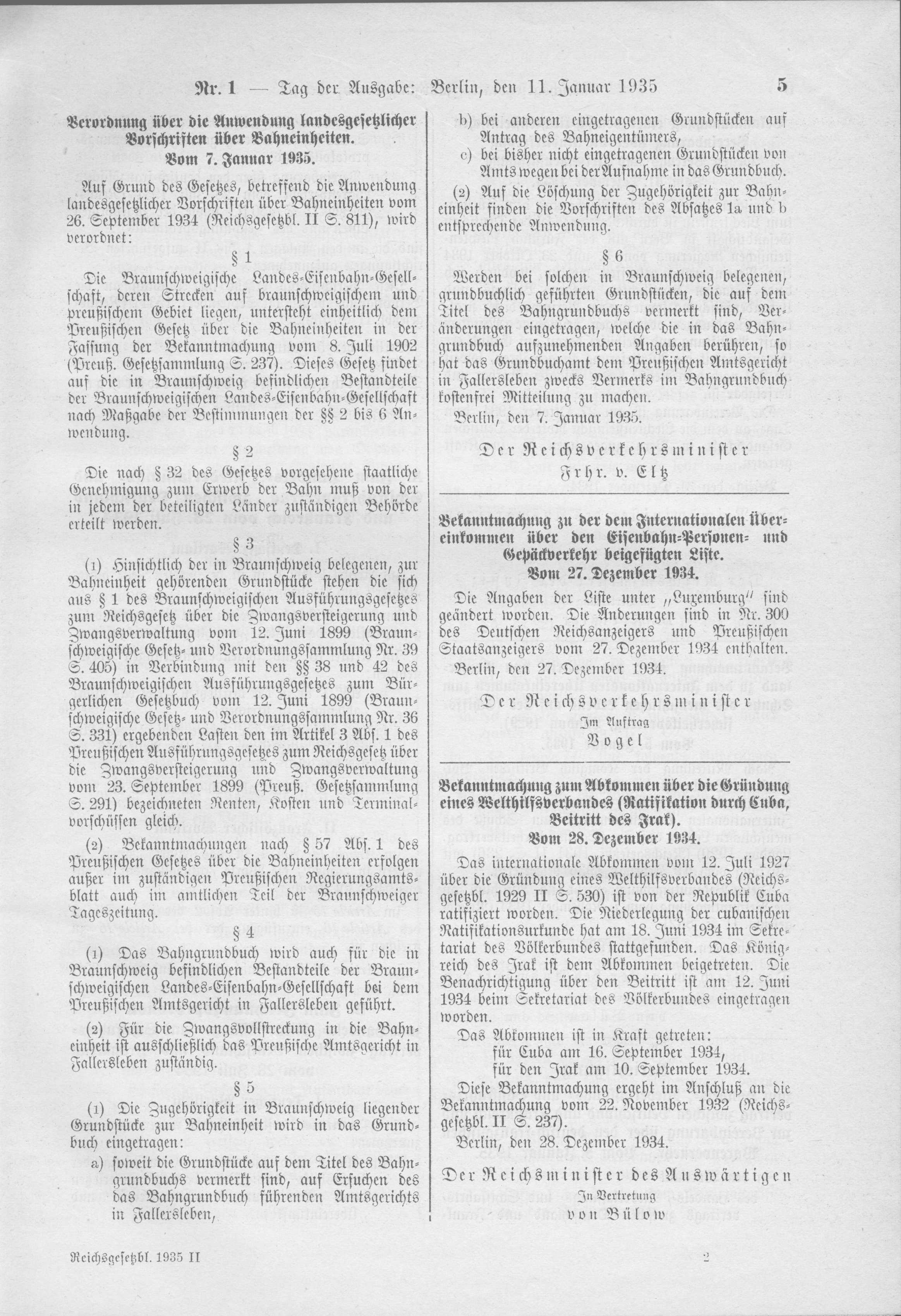
Verordnung über die Anwendung landesgesetzlicher Vorschriften über Bahneinheiten vom 7. Januar 1935

Der juristische Begriff Bahneinheit bezeichnet eine Bahn, die nicht eine selbständige Rechtspersönlichkeit bildet.

## Historische Bedeutung
Eine Definition findet sich beispielsweise in dem nicht mehr gültigen Württembergischen Gesetz, betreffend die Bahneinheiten vom 23. März 1906. Dessen Art. 1 lautet:
„Eine Eisenbahn, welche dem öffentlichen Verkehr dient und deren Unternehmer verpflichtet ist, für die Dauer der ihm erteilten Genehmigung das Unternehmen zu betreiben, bildet mit den dem Bahnunternehmen gewidmeten Vermögensgegenständen eine Einheit (Bahneinheit).“
Eine solche Bahneinheit kann auch in ein Grundbuch eingetragen und als Kreditsicherheit verwendet werden.
Obwohl die meisten deutschen Bahnen mit Inkrafttreten des Staatsvertrages vom 31. März 1920 (verkündet im RGBl. Seite 774) in der Deutschen Reichsbahn aufgegangen sind, hat das Institut der Bahneinheit noch geringfügige Bedeutung für Nichtbundeseigene Eisenbahnen. Art. 112 EGBGB erklärt die diesbezüglichen landesrechtlichen Vorschriften weiter für anwendbar. „Das preußische Bahneinheiten-Gesetz vom 19. August 1895 gilt noch in Berlin (GVBl. Sb I 903–3), Hessen (GVBl. II 62–6) und wurde in Nordrhein-Westfalen (SGV NW 93) durch das Gesetz und Verordnungsblatt, Ausgabe 2010 Nr. 3 vom 8. Februar 2010 Seite 29 bis 74 ersetzt. Für Baden-Württemberg ist § 35 Abs. 3 Satz 2 LFGG vom 12. Februar 1975 (RGBl. S. 116) und § 9 GBVO vom 21. Mai 1975 (RGBl. S. 398) zu beachten.“